# Çerkes Ethem

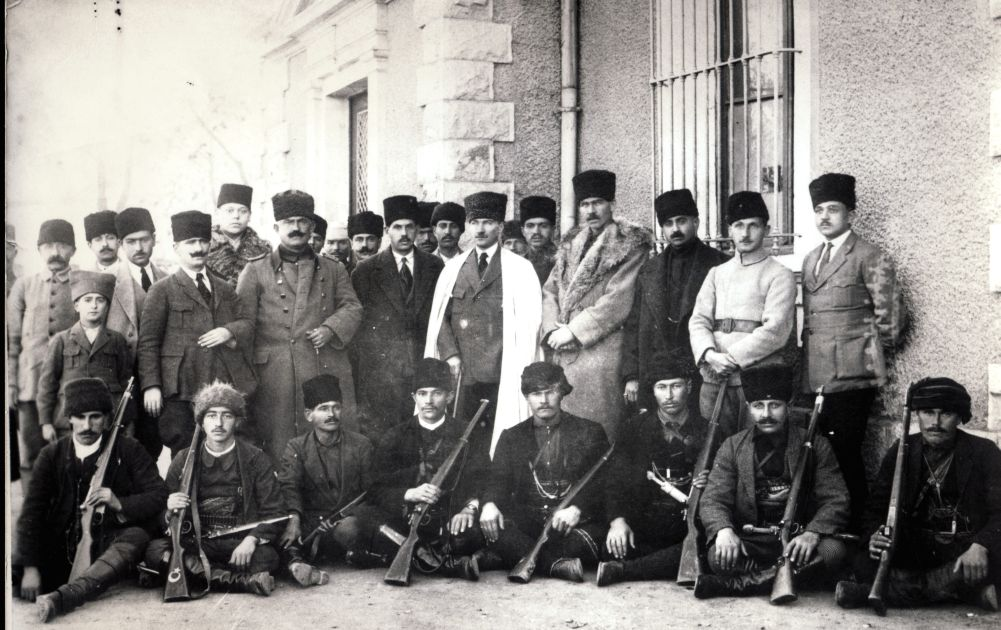
Ethem el circassià junt amb d'altres circassians de la Kuvayı Milliye i Mustafà Kemal Atatürk al davant de l'edifici principal de l'estació de tren, de camí cap a la insurrecció de Yozgat el juny de 1920

Çerkes Ethem (pronunciat Txerkes) fou un guerriller turc fill d'un granger circassià d'Emre a la província de Bursa. Va néixer el 1883/1884. En turc el nom Çerkes significa, justament, circassià.
Després de la I Guerra Mundial es va distingir en la lluita contra els grecs a Salihi i Anzavur (estiu de 1919) i en la repressió de les revoltes contra Mustafa Kemal a Düzce i Yozgad (primavera del 1920) al front de les forces mòbils anomenades kuwwa-yi seyyāre, però després de la derrota que va patir a Gediz davant els grecs el 24 d'octubre de 1920, i el nomenament d'Ismet Inönü com a comandant en cap del front occidental, va entrar en conflicte amb l'exèrcit república regular i ambdós bàndols van combatre; Edem fou decisivament derrotat a Kutahya el 29 de desembre de 1920 i va fugir a la rereguarda dels grecs (5 de gener de 1921). Va quedar exclòs de l'amnistia establerta pel tractat de Lausana de 1923 (en total els exclosos foren 150) i després de passar per Grècia, Alemanya i alguns països àrabs, es va establir a Amman a Jordània.
El 1935 fou empresonat per un temps acusat de conspirar contra Ataturk. El 1941 fou detingut altre cop per donar suport a Ali Rashid a l'Iraq. Va morir d'un càncer de gola el 7 d'octubre de 1949 a Amman.